# Павловский Второй сельский совет Харьковской области
Павловский Второй сельский совет — входит в состав Лозовского района Харьковской области Украины.
Административный центр сельского совета находится в селе Павловка Вторая.

## История
- 1918 — дата образования.

## Населённые пункты совета
- село Павловка Вторая
- село Бакшаровка
- село Зеленый Гай
- село Новоселовка